# Piero Bianucci
Piero Bianucci (Torino, 1º settembre 1944) è un giornalista e scrittore italiano.

## Biografia
Laureato in filosofia nel 1967 all'Università di Torino con una tesi di filosofia estetica alla scuola di Luigi Pareyson, giornalista professionista, dal 1969 al 1981 dirige il settore culturale della "Gazzetta del Popolo", dove si occupa in particolare di critica letteraria. 
Come redattore capo de "La Stampa", di cui è attualmente editorialista scientifico, fonda nel 1981 il supplemento "Tuttoscienze" e lo dirige fino al 2005. Dal 2006 al 2011 è stato docente di Linguaggio giornalistico scientifico presso la Facoltà di Lettere e Filosofia dell'Università degli Studi di Torino. Fino al 2025 ha insegnato al Master di Comunicazione scientifica dell'Università di Padova. La International Astronomical Union ha assegnato il nome Bianucci all'asteroide 4821 scoperto da Walter Ferreri.4821 Bianucci
Autore di una trentina di libri, prevalentemente di divulgazione scientifica, molti dei quali tradotti in francese e in spagnolo. Oltre alle opere di saggistica, pubblica un romanzo (Benvenuti a bordo, Rusconi, 1995), vincitore del Premio Pirandello Opera Prima, e un'antologia (L'uovo del futuro, Simonelli, 1996), contenente venti racconti scientifico-satirici e un inedito scritto a quattro mani con Primo Levi. Un suo racconto si trova inoltre nella raccolta Tutti i numeri sono uguali a cinque, Springer, 2007.
Tra gli ultimi titoli, Vedere, guardare (UTET, 2015), Storia sentimentale dell'astronomia (Longanesi, 2012), Le macchine invisibili. Scienza e tecnica in tre camere e cucina (Longanesi, 2009), Il piccolo cielo. Astronomia da camera per notti serene, (Simonelli, 2003), Atlante della Terra (UTET, 1999), La Luna, dallo sbarco alla colonizzazione (Giunti, 1999). Camminare sulla Luna (Giunti, 2019), Pellegrini dell'Universo (Solferino 2022), Creativi si nasce o si diventa (Dedalo 2022).
Autore per la RAI di numerose trasmissioni radiofoniche e televisive, dal 1982 è collaboratore di Piero Angela (in particolare per Superquark e Viaggio nel Cosmo, di cui ha curato la consulenza). Collabora inoltre con la radio e la tv della Svizzera Italiana.
Già presidente del comitato scientifico della mostra Experimenta e socio fondatore di CentroScienza, associazione che promuove a Torino il ciclo annuale di conferenze Giovediscienza, ha condotto queste conferenze per 34 anni. Promotore a di un grande science center permanente, ne ha realizzato una parte: "XKé? - Laboratorio della curiosità", progettato per la fascia di età 5-12 anni. Già consigliere della Fondazione per la Scuola della Compagnia di San Paolo (2003-2009), è insegnante presso il master di comunicazione scientifica de "il rasoio di Occam". Per un decennio è stato nel Consiglio di Indirizzo della Fiera internazionale del libro. Organizza mostre scientifiche e collabora con enti e associazioni di educazione scientifica. Dal febbraio 2008 al luglio 2010 è stato presidente del Planetario di Torino Infini.To. Dal 2010 al gennaio 2018 ha diretto la rivista mensile "le Stelle", fondata da Margherita Hack e Corrado Lamberti, che ha lasciato per incompatibilità con il nuovo editore. Per due anni ha curato con Alberto Agliotti "BBC Scienze", edizione italiana del mensile inglese. Ora insieme curano "BBC Sky at Night". Il 1° settembre 2024, le Edizioni ETS (Pisa) hanno pubblicato la sua autobiografia "Vita sghemba. Ottant'anni con scrittori, scienziati e telescopi".

## Riconoscimenti
Per la sua attività divulgativa gli sono stati assegnati:
- nel 1976 il Premio Saint Vincent per il giornalismo
- nel 1977 il Premio Scanno
- nel 1988 il premio Ises (International Solar Energy Society)
- nel 1992 un asteroide scoperto nel 1986 da Walter Ferreri e Giovanni De Sanctis all'Osservatorio australe europeo, in Cile è stato chiamato 4821 Bianucci
- nel 1994 il Premio Futuro Intelligente della Federchimica
- nel 1999 la Targa Giuseppe Piazzi
- nel 2001 il Cisco Web Award
- nel 2001 il Premiolino
- il Premio FORMIT per la divulgazione
- tre premi Glaxo Cee (per un libro, per il giornalismo e per la radio)
- nel 2013 Premio Associazione Alzheimer e Premio Lacchini
- nel 2017 Premio Alassio per il Giornalismo Culturale

## Opere principali
- Invito alla lettura di Brignetti, Mursia, Milano, 1974
- Universo senza confini - prefazione di G.M. Fracastoro. Milano, 1975.
- La svolta nucleare: le fonti alternative di energia : una scelta drammatica per il nostro futuro, Vallecchi, 1978
- La luna. Tradizioni, scienza, futuro, Giunti, Firenze, 1980
- Rapporto sul Sole, Rusconi, Milano, 1982
- La terra. Storia e futuro del Pianeta Azzurro, Giunti, Firenze, 1990
- Piccolo, grande, vivo. Storie di quark e di galassie, di uomini e altri animali, La Stampa, Torino, 1991
- Benvenuti a bordo, Rusconi, Milano, 1995
- Il sole, la stella dell'uomo. Origine, futuro, enigmi, Giunti, Firenze, 1996
- L'uovo del futuro. Cronache di scoperte prevedibili nel terzo millennio e un inedito di Primo Levi, Simonelli, Milano, 1996
- Stella per stella. Guida turistica dell'universo, Giunti, Firenze, 1997
- Nati dalle stelle. Viaggio nel cosmo alla scoperta delle nostre origini, Simonelli, Milano, 1997
- Atlante dell'universo, UTET, Torino, 1998
- Atlante della Terra, UTET, Torino, 1999
- La Luna. Dallo sbarco alla colonizzazione, Giunti, Firenze, 1999
- Il piccolo cielo. Astronomia da camera per notti serene, Simonelli, Milano, 2003
- Fastwriter, Simonelli, Milano, 2003 (e-book)
- Buonanotte fra le stelle, Simonelli, Milano, 2005
- Top model, in Tutti i numeri sono uguali a cinque, Springer, Milano, 2007
- Te lo dico con parole tue, Zanichelli, Bologna, 2007
- Viaggio verso l'infinito, Gruppo B (Milano), 2009
- Destinazione Luna (con Mario Di Martino), Gruppo B (Milano), 2009
- Lune (con Edoardo Romagnoli), Springer, 2009
- Le macchine invisibili, Longanesi, 2009
- Storia sentimentale dell'astronomia, Longanesi, 2012. ISBN 9788830430969
- Vedere, guardare. Dal microscopio alle stelle, viaggio attraverso la luce, UTET, 2015. ISBN 9788851126803
- L'infinita curiosità. Breve viaggio nella fisica contemporanea, con Vincenzo Barone, Edizioni Dedalo, 2017, ISBN 978-88-220-5701-3
- Camminare sulla Luna, Giunti, 2019, ISBN 978-88-09-88148-8
- Pellegrini dell'Universo. L'uomo nello spazio tra esplorazione e turismo, Solferino, 2022, ISBN 978-88-282-0838-9
- Creativi si nasce o si diventa?, Dedalo Edizioni, 2022, ISBN 978-88-2201616-4

"Vita sghemba. Ottant'anni con scrittori, scienziati e telescopi", Edizioni ETS (Pisa), 2024, ISBN 9 788846 769763